# Recurso de alzada (España)
El recurso de alzada en España es uno de los medios de impugnación ordinarios de los que disponen los interesados, en vía administrativa, contra las resoluciones y actos administrativos que debe resolver el órgano superior jerárquico del que lo dictó. Se encuentra regulado en la Ley 39/2015, del Procedimiento Administrativo Común de las Administraciones Públicas, que básicamente sigue los mismos principios que la anterior Ley 30/1992.

## Regulación
El recurso de alzada se encuentra regulado en el Título V (artículos 121 y 122) de la Ley 39/2015, de 1 de octubre, del Procedimiento Administrativo Común de las Administraciones Públicas:

## Concepto de recurso
Para el profesor García de Enterría, los recursos administrativos son actos del administrado mediante los que este pide a la propia Administración la revocación o reforma de un acto suyo o de una disposición de carácter general de rango inferior a la Ley sobre la base de un título jurídico específico.
El elemento fundamental del recurso es por tanto, su finalidad impugnatoria de actos o disposiciones preexistentes que se estiman que pueden ser contrarias a Derecho, lo que las diferencia de otras vías que no persiguen la revocación de ningún acto administrativo, sino únicamente que se corrijan en el propio curso de un procedimiento en que se producen defectos de tramitación, como es el caso de las peticiones, cuyo objetivo es forzar la producción de un acto nuevo, o las quejas, que permite al particular la exigencia de responsabilidad por tramitación defectuosa o por incumplimiento de los plazos para resolver un procedimiento, que puedan subsanarse antes de la resolución definitiva del asunto.

## Objeto y actos recurribles en alzada (Artículos 121 y 112)
Podrán ser recurridas en alzada ante el órgano superior jerárquico del que los dictó, las resoluciones y actos que se detallan (artículo 112), cuando no pongan fin a la vía administrativa.
En general son recurribles las resoluciones, que son los actos que en general ponen fin a un procedimiento administrativo. No obstante, los actos de mero trámite, que son actos intermedios en un procedimiento son recurribles si deciden directa o indirectamente el fondo del asunto, determinan la imposibilidad de continuar el procedimiento, producen indefensión o perjuicio irreparable a derechos e intereses legítimos. La oposición a los restantes actos de trámite puede alegarse por los interesados para su consideración en la resolución que ponga fin al procedimiento. El fundamento para recurrir deberá fundarse en cualquiera de los motivos de nulidad o anulabilidad previstos en los artículos 47 y 48 de esta misma Ley.
A los efectos de este recurso, los Tribunales y órganos de selección del personal al servicio de las Administraciones Públicas y cualesquiera otros que, en el seno de éstas, actúen con autonomía funcional, se considerarán dependientes del órgano al que estén adscritos o, en su defecto, del que haya nombrado al presidente de los mismos.
Las leyes podrán sustituir el recurso de alzada, en supuestos o ámbitos sectoriales determinados, y cuando la especificidad de la materia así lo justifique, por otros procedimientos de impugnación, reclamación, conciliación, mediación y arbitraje, ante órganos colegiados o Comisiones específicas no sometidas a instrucciones jerárquicas, con respeto a los principios, garantías y plazos que la presente Ley reconoce a las personas y a los interesados en todo procedimiento administrativo.
La aplicación de estos procedimientos en el ámbito de la Administración Local no podrá suponer el desconocimiento de las facultades resolutorias reconocidas a los órganos representativos electos establecidos por la Ley.
Contra las disposiciones administrativas de carácter general no cabrá recurso en vía administrativa. Los recursos contra un acto administrativo que se funden únicamente en la nulidad de alguna disposición administrativa de carácter general podrán interponerse directamente ante el órgano que dictó dicha disposición.

## Objeto (Artículo 121)
Las resoluciones y actos expuesto en el apartado anterior (artículo 112), cuando no pongan fin a la vía administrativa, podrán ser recurridos en alzada ante el órgano superior jerárquico del que los dictó. A estos efectos, los Tribunales y órganos de selección del personal al servicio de las Administraciones Públicas y cualesquiera otros que, en el seno de éstas, actúen con autonomía funcional, se considerarán dependientes del órgano al que estén adscritos o, en su defecto, del que haya nombrado al presidente de los mismos.

## Interposición (Artículo 121)
El recurso podrá interponerse ante el órgano que dictó el acto que se impugna o ante el competente para resolverlo.
Si el recurso se hubiera interpuesto ante el órgano que dictó el acto impugnado, éste deberá remitirlo al competente en el plazo de diez días, con su informe y con una copia completa y ordenada del expediente. El titular del órgano que dictó el acto recurrido será responsable directo del cumplimiento de lo previsto en el párrafo anterior.

## Plazos (Artículo 122)
1. El plazo para la interposición del recurso de alzada será de un mes, si el acto fuera expreso. Transcurrido dicho plazo sin haberse interpuesto el recurso, la resolución será firme a todos los efectos. Si el acto no fuera expreso el solicitante y otros posibles interesados podrán interponer recurso de alzada en cualquier momento a partir del día siguiente a aquel en que, de acuerdo con su normativa específica, se produzcan los efectos del silencio administrativo.
2. El plazo máximo para dictar y notificar la resolución será de tres meses. Transcurrido este plazo sin que recaiga resolución, se podrá entender desestimado el recurso, salvo en el supuesto previsto en el artículo 24.1, tercer párrafo.
3. Contra la resolución de un recurso de alzada no cabrá ningún otro recurso administrativo, salvo el recurso extraordinario de revisión, en los casos establecidos en el artículo 125.1.

## Impugnación posterior
Contra la resolución de un recurso de alzada no cabe ningún otro recurso administrativo, salvo el recurso extraordinario de revisión en los casos que la ley lo establezca. Agota por tanto la vía administrativa y deja abierto el cauce jurisdiccional.